# Seven Sinners (1925)
Seven Sinners is een Amerikaanse filmkomedie uit 1925 onder regie van Lewis Milestone in zijn regiedebuut. De film werd destijds uitgebracht onder de titel De onbewaakte villa.

## Verhaal
Molly Brian en Joe Hagney willen inbreken in een landhuis op Long Island. Ze worden er echter betrapt door Jerry Winters, een andere inbreker die de buit van hen steelt. Vervolgens botsen de drie op Joe McDowell en zijn vrouw Mamie, twee boeven die zich voordoen als vrienden van de familie. Molly, Joe en Jerry stellen zichzelf daarop voor als bedienden. Dan komt er ook nog eens een arts langs, die het huis onder quarantaine plaatst. Molly wordt uiteindelijk verliefd op Jerry en ze zweren om voortaan geen misdaden meer te begaan. Als de politie arriveert, neemt Joe de schuld op zich, zodat Molly en Jerry kunnen vluchten.

## Rolverdeling
| Acteur              | Personage      |
| ------------------- | -------------- |
| Marie Prevost       | Molly Brian    |
| Clive Brook         | Jerry Winters  |
| John Patrick        | Joe Hagney     |
| Heinie Conklin      | Patiënt        |
| Claude Gillingwater | Joe McDowell   |
| Mathilde Brundage   | Mamie McDowell |
| Dan Mason           | Arts           |
| Fred Kelsey         | Politieagent   |